# Rocchetta Nervina
Rocchetta Nervina (ligur nyelven a Rochetta) egy olasz község Liguria régióban, Imperia megyében

## Földrajz
Rocchetta Nervina a Nervia-völgyben, a tengerparttól 13 km-re helyezkedik el.

## Gazdaság
Kizárólagos bevételi forrása  a mezőgazdaság. Szőlőt és olivát termesztenek, virágkertészete jelentős.

## Közlekedés
Megközelíthető az A10 autópályán, a Ventimiglia lehajtóról.

## Fordítás
- Ez a szócikk részben vagy egészben  a   Rocchetta Nervina című olasz Wikipédia-szócikk fordításán alapul.  Az eredeti cikk szerkesztőit annak laptörténete sorolja fel. Ez a jelzés csupán a megfogalmazás eredetét és a szerzői jogokat jelzi, nem szolgál a cikkben szereplő információk forrásmegjelöléseként.